# Ranedo de Curueño
Ranedo de Curueño es una localidad española del municipio de Valdepiélago, en la provincia de León, comunidad autónoma de Castilla y León. Cuenta con una población de 25 habitantes (INE 2023). 

## Localidades limítrofes
Confina con las siguientes localidades:
- Al norte con Montuerto.
- Al este con Barrio de las Ollas.
- Al sureste con La Mata de la Riba.
- Al sur con Otero de Curueño.
- Al suroeste con Campohermoso.
- Al oeste con La Mata de Bérbula.
- Al noroeste con Valdepiélago.

## Historia
Así se describe a Ranedo de Curueño en el tomo XIII del Diccionario geográfico-estadístico-histórico de España y sus posesiones de Ultramar, obra impulsada por Pascual Madoz a mediados del siglo XIX:

Lugar que algunos consideran barrio de Valdepiélago, a cuyo ayuntamiento pertenece, en la provincia y diócesis de León, partido judicial de la Vecilla, audiencia territorial y capitanía general de Valladolid. Situado en terreno montuoso; su clima es bastante sano. Tiene unas 20 casas; iglesia anejo de Valdepiélago, dedicada a la Santísima Trinidad, y buenas aguas potables. Confina con la matriz y Mata de la Verbola. El terreno es bastante fértil. Producciones: granos, legumbres, lino, frutas y pastos; cría ganados y alguna caza. Población: 18 vecinos, 80 almas. Contribución: con el ayuntamiento.
Diccionario geográfico-estadístico-histórico de España y sus posesiones de Ultramar

## Demografía
Evolución de la población
| Gráfica de evolución demográfica de Ranedo de Curueño entre 2000 y 2017 |
|                                                                         |
| Población de derecho (2000-2017) según el padrón municipal del INE      |